# KRI Nagapasa (403)
Le KRI Nagapasa (403) est un sous-marin de la marine indonésienne. Il est le navire de tête de la classe Nagapasa, une variante améliorée de la classe Chang Bogo coréenne. Le navire a été construit par le sud-coréen Daewoo Shipbuilding & Marine Engineering (DMSE) et a été mis en service en août 2017. Il est l’un des trois sous-marins achetés pour un total de 1,1 milliard de dollars (350 millions de dollars par sous-marin) pat l’Indonésie à la Corée.

## Spécifications
Les sous-marins diesel-électriques de classe Nagapasa, y compris le Nagapasa lui-même, mesurent 61,3 mètres de long et 7,6 mètres de large, avec un déplacement de 1400 tonnes et une vitesse de 21 nœuds (39 km/h) en immersion. Le navire a un rayon d'action maximal de 10000 milles marins (19000 km).

## Équipement
Le Nagapasa est équipé de torpilles Black Shark fabriquées par l’italien Whitehead Sistemi Subacquei, qui ont une vitesse de 50 nœuds (93 km/h) et une portée de 50 kilomètres (31 milles marins). Il utilise le système de gestion de combat Kongsberg MSI-90U Mk 2 et la suite de sonars Wärtsilä ELAC KaleidoScope, composée d’un réseau cylindrique, d’un réseau de flancs, d’un sonar d’interception acoustique et d’un sonar d’évitement de mines. Pour la navigation, le navire utilise le système de navigation inertielle Sagem Sigma 40 XP et les systèmes de navigation et tactiques intégrateurs ECPINS-W d’OSI Maritime Systems.
Le périscope du Nagapasa est une combinaison du Hensoldt Sero 400 et de l’OMS 100. Les sous-marins de la classe Nagapasa possèdent également des contre-mesures de torpilles acoustiques ZOKA fabriquées par la société turque ASELSAN.

## Historique
Le sous-marin a été commandé le 21 décembre 2011 dans le cadre d’un contrat de 1,07 milliard de dollars entre l’Indonésie et la Corée du Sud pour fournir trois sous-marins, contrat remporté par Daewoo Shipbuilding & Marine Engineering. La cérémonie de pose de la quille a eu lieu le 9 avril 2015 et le navire a été mis à l’eau le 24 mars 2016. Une période de formation de l’équipage et d’essais en mer, d’une durée d’un an, a suivi.
Le navire a été commisionné le 2 août 2017 en Corée du Sud par le ministre de la Défense indonésien Ryamizard Ryacudu. Ensuite, le sous-marin a navigué vers Surabaya, où il a été reçu par le chef d’état-major de la marine Ade Supandi le 28 août 2017. Son nom est basé sur le Nagapasha, une arme mythique du Ramayana. Le Nagapasa a ensuite été affecté au commandement de la flotte orientale de la marine indonésienne (Koarmatim).
Peu de temps après la mise en service du Nagapasa, il a connu des coupures d’électricité et a dû remplacer ses batteries.